# زنگ زی

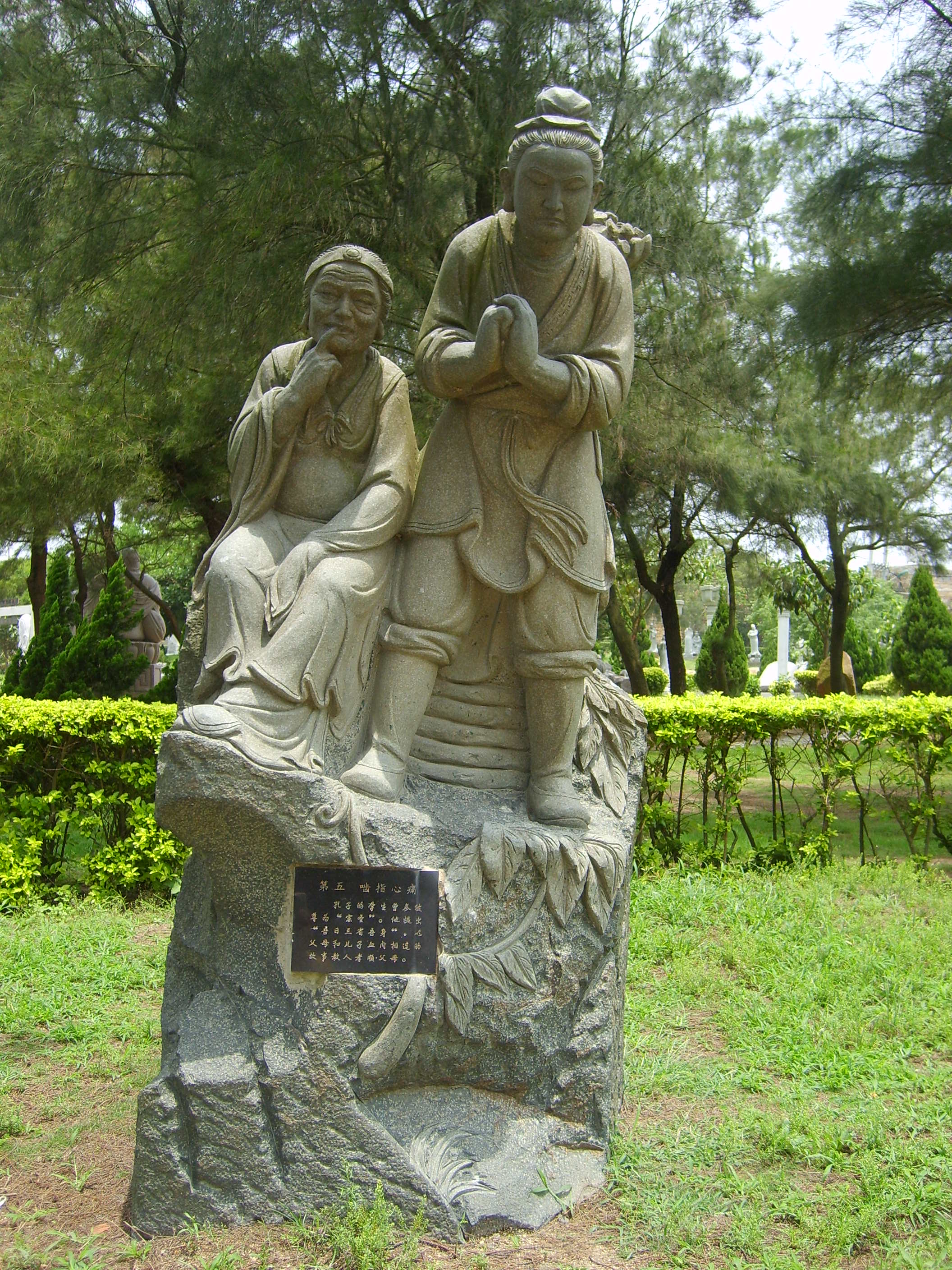
تندیسی از زنگ زی و مادرش

زنگ زی یا تسانگ تو فیلسوف چینی پیرو آیین کنفسیوس بود. او از شاگردان کنفسیوس بود و مهم‌ترین اثر او تفسیری است که بر دانش برین نوشته‌است. شاگردان زنگ زی از تدوین کنندگان مجموعه گفتارهای کنفوسیوس در لون یو بودند. زنگ زی همچنین از نخستین اندیشمندانی بود که به گرد بودن زمین (در برابر مسطح بودن آن) قائل بود.